# Marko Pogačnik

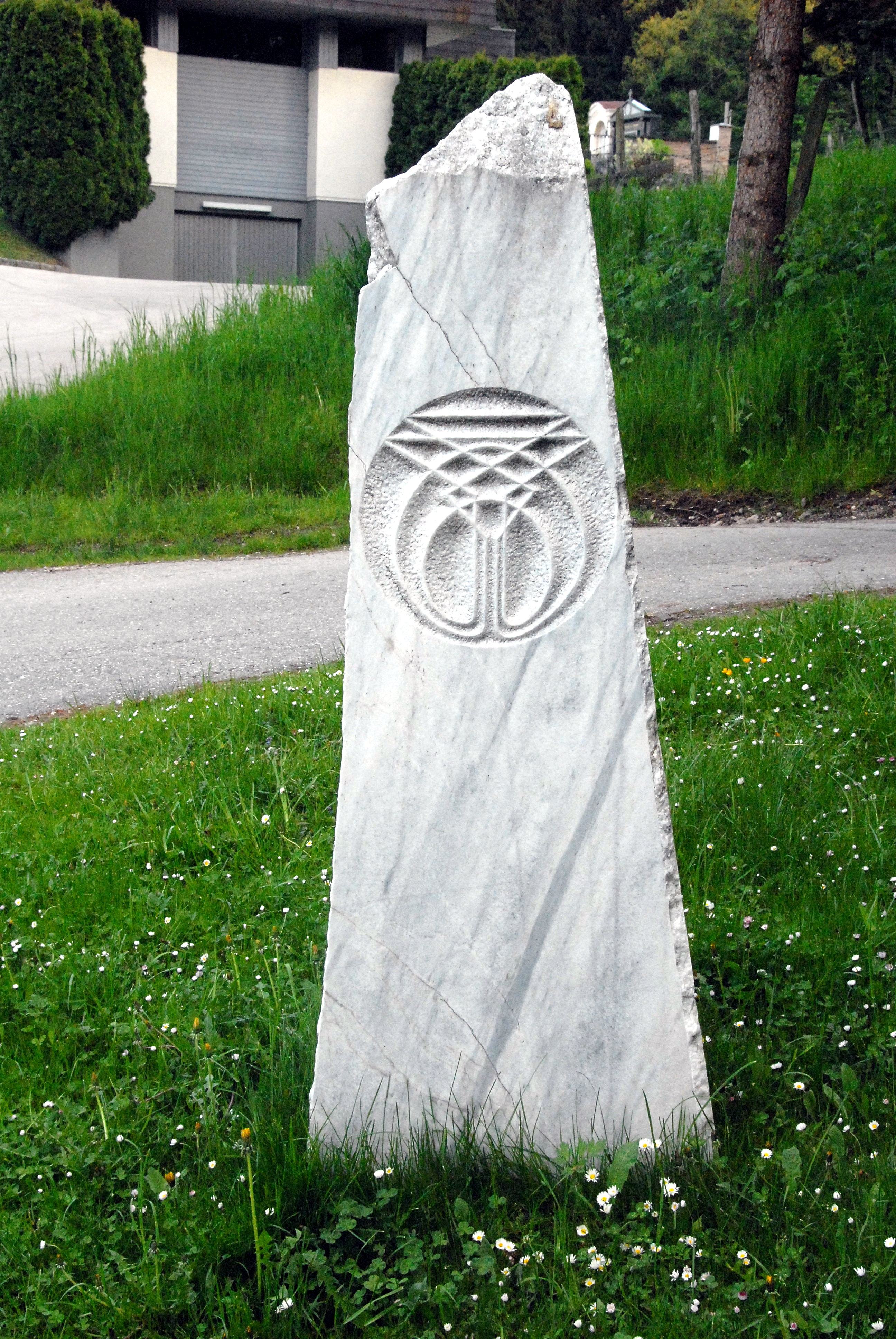
Litopunktursten med kosmogram.

Sloveniens statsvapen, formgivet av Marko Pogačnik

Marko Pogačnik, född 11 augusti 1944 i Kranj, Slovenien, är en slovensk bildhuggare, landskapskonstnär, geomant och författare.

## Biografi
Pogačnik studerade bildhuggeri vid konstakademien i Ljubljana och har blivit internationellt känd för sin koncept- och landskapskonst. Ur detta har han utvecklat konsten ’litopunktur’, en slags akupunktur på jorden med hjälp av stensättningar, för att läka störda landskap och kraftorter. I samband med Sloveniens självständighet 1991 utformade Pogačnik det nya statsvapnet, som sedan också infördes i den slovenska nationalflaggan.